# Pyrilia aurantiocephala
Pyrilia aurantiocephala là một loài vẹt trong họ Psittacidae. Nó là loài đặc hữu của vùng đông-trung Amazon của Brazil. Môi trường sống tự nhiên của nó là các khu rừng đất thấp ẩm nhiệt đới. Nó là loài vẹt cỡ vừa và nhỏ, có bộ lông tổng thể màu xanh lá cây với cái đầu hói màu nâu cam. Giống như một số thành viên khác của chi Pyrilia, nó có lớp phủ dưới cánh màu đỏ mà hầu như không thể nhìn thấy khi đậu, nhưng rất dễ thấy khi bay.